# Shi Hang
Pour les articles homonymes, voir Shi (homonymie).
Dans ce nom chinois, le nom de famille, Shi, précède le nom personnel.
Shi Hang, né le 21 juin 1998, est un coureur cycliste chinois. Bon rouleur, il est devenu champion d'Asie espoirs en 2018 et champion de Chine en 2019 dans la discipline du contre-la-montre.

## Palmarès et résultats

### Par année
- 2018
  -  Champion d'Asie du contre-la-montre espoirs
  - 2e du championnat de Chine du contre-la-montre
- 2019
  -  Champion de Chine du contre-la-montre

### Classements mondiaux
| Année         | 2018 | 2019 |
| ------------- | ---- | ---- |
| UCI Asia Tour | 141e | 68e  |